# 河口修二
河口 修二（こうぐち しゅうじ、1967年8月12日 - ）は、日本のギタリスト、シンガーソングライターである。岡山県出身。

## 人物
Mr.Childrenのサポートメンバーとして「regress or progress '96-'97」から「MR.CHILDREN DOME TOUR 2005"I ♥ U"」までのライブツアーにおいて、サポートメンバーとして活動した。友部正人・三宅伸治・森圭一郎・山口洋・よしだよしこ・小山卓治とも共演。RADWIMPSのボーカル野田洋次郎の近所に住んでいる。山梨県都留市での田植え・稲刈りに毎年参加している。
フェンダー・テレキャスター、フェンダー・ストラトキャスター、ギブソン・レスポール等や、フェンダー・カスタム・ショップ製のフェスタレッド・メイプルネックのテレキャスター、SHINOS・Guitar R Us・SunDanceそれぞれのカスタム・オーダー・テレキャスター等を利用している。アコースティック・ギターはギブソン・J-200、ヤマハ LJの河口カスタム等を愛用している。

## 参加作品
- 友部正人「僕の展覧会（ライブアルバム）」地球の一番剥げた場所
- Fairlife「Have a nice life」「パンと羊とラブレター」など

## コンサートツアーサポート歴
- Mr.Children
- ゆず
- RADWIMPS
- レミオロメン
- 太田裕美